# Cellino Attanasio
Cellino Attanasio è un comune italiano di 2 173 abitanti della provincia di Teramo in Abruzzo.

## Geografia fisica
Centro posto sullo spartiacque tra la valle del Vomano e la Valle del Piomba, ad un'altitudine di circa 430 metri sul livello del mare.
Il clima è temperato e risente della posizione in cui si colloca il paese, non distante dal Gran Sasso e, soprattutto, dal Mare Adriatico.
In inverno non sono rare abbondanti nevicate, in caso di irruzioni provenienti da est.
Il paesaggio è caratterizzato da colline e corsi d'acqua. 
L'insediamento sparso in case isolate o a piccoli nuclei, eredità della conduzione mezzadrile delle aziende agricole, interessa oltre il 70 % della popolazione residente.
I due principali corsi d'acqua, il Vomano e il Piomba, hanno caratteristiche differenti.
Il primo, principale fiume della provincia di Teramo è regimentato a monte per la produzione di corrente elettrica. Diversa è la situazione del Piomba che ha un carattere prevalentemente torrentizio. Sia le sorgenti che la prima parte del suo corso presentano aspetti molto interessanti sotto i profili floristici e faunistici locali.
La parte orientale del territorio comunale, quella al confine con il comune di Atri, è ricca di caratteristici pendii argillosi chiamati calanchi. Anch'essi, per il loro particolare ecosistema, contribuiscono a caratterizzare un'area globalmente eterogenea, capace davvero di offrire una molteplicità di immagini in un fazzoletto di terra.

## Storia

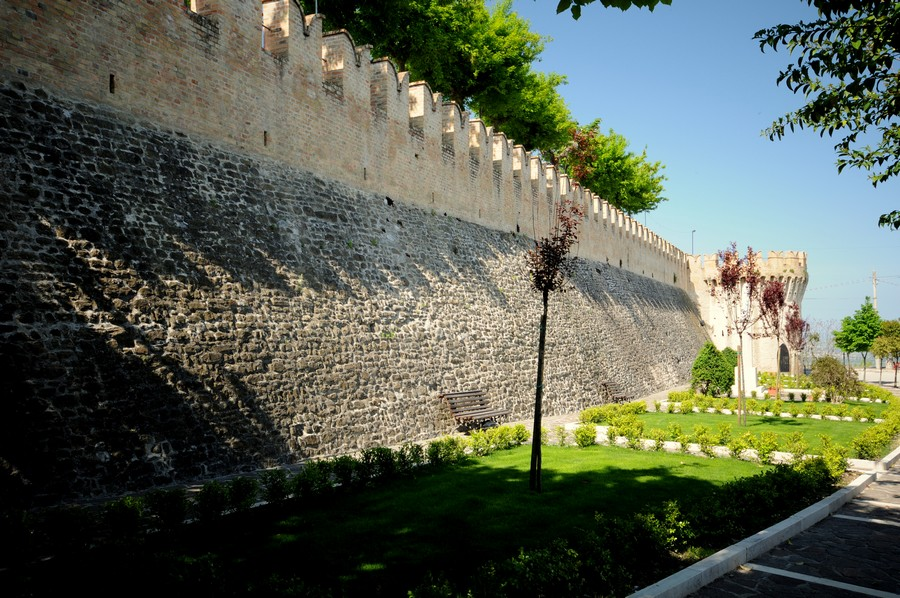
Cinta muraria e torrione

Il territorio, ampio 44 km quadrati, conserva testimonianze di frequentazione a partire dall'età del bronzo. In età romana è documentata la presenza di un vicus e di ville rustiche, in varie località.
Dapprima proprietà dei benedettini dell'abbazia di San Giovanni in Venere, fu poi feudo degli Acquaviva, duchi di Atri che lo tennero, quasi ininterrottamente, dal tardo Trecento fino alla loro scomparsa nel Settecento. Essi lo fortificarono dotandolo di nove torrioni rompitratta ed angolari cilindrici dei quali solo due restano in buone condizioni, mentre sono ancora presenti tracce di una precedente fortificazione dotata di mura scarpate e torrette rompitratta.
Nel 1462 subì l'assedio dell'angioino Matteo di Capua, venuto a combattere il feudatario locale Giosia Acquaviva, legato alla dinastia aragonese.
Nel 1485-1486 sostenne e respinse l'attacco di Ascanio Colonna, legittimato dal re Ferdinando I di Napoli a prendere possesso del ducato.
L'8 dicembre 1798 entrò nel paese l'armata repubblicana francese.

## Monumenti e luoghi d'interesse

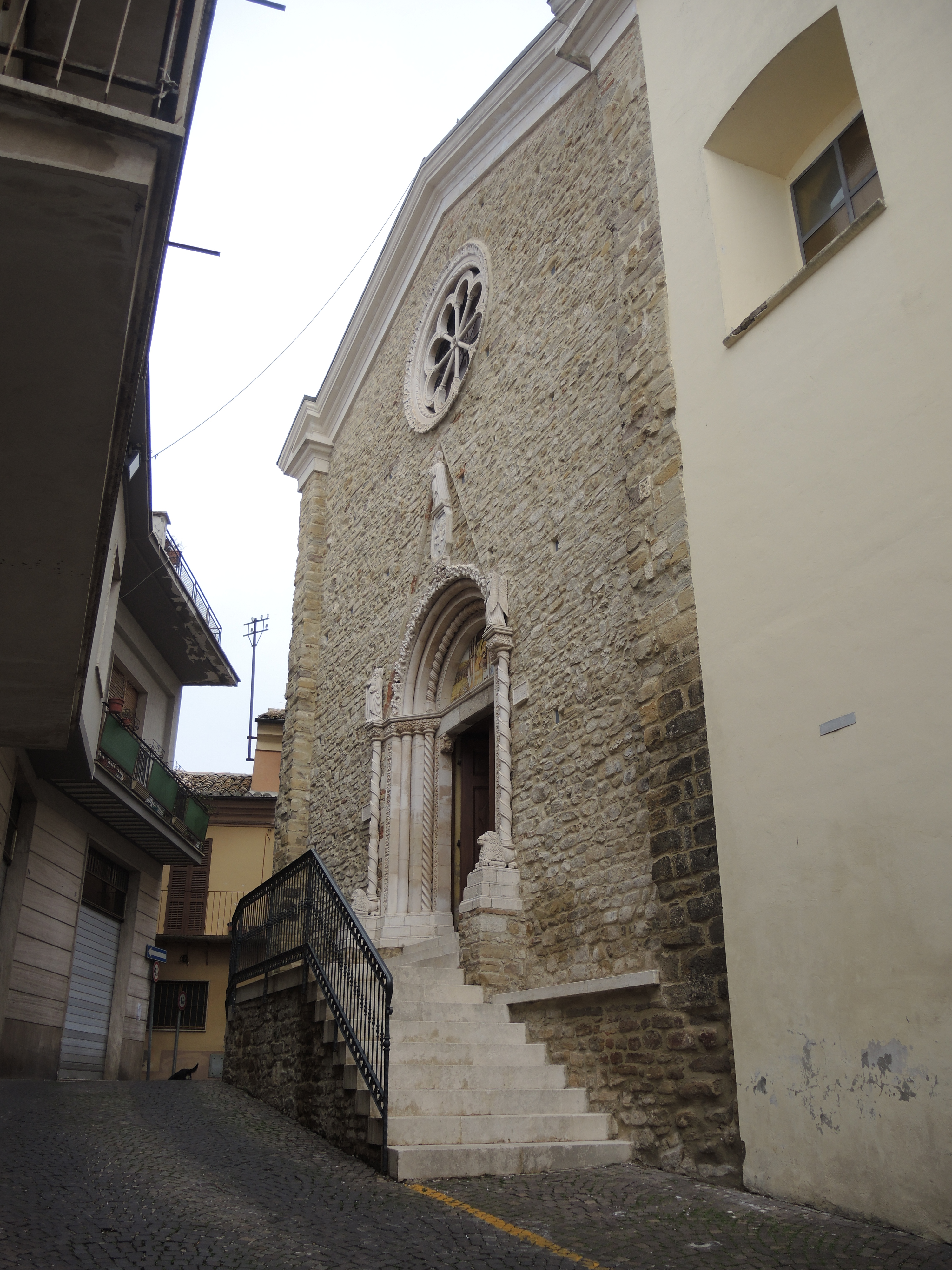
Chiesa di Santa Maria la Nova

Il centro storico del paese conserva l'assetto medievale, con stradine strette, scalinate, larghi, piazze ed affacci.
Si conserva un tratto della cinta muraria con due torrioni ancora esistenti.
La chiesa parrocchiale di Santa Maria La Nova, conserva un portale del 1424, opera di Matteo De Caprio, due altari lignei ed un monumento funebre di stile rinascimentale posto nel coro, dietro l'altare maggiore, dedicato a Giovanni Battista Acquaviva morto a soli 14 anni nel 1496. La chiesa è stata restaurata in epoca moderna.
L'organo a canne settecentesco dei Fratelli D'Onofrio è stato restaurato nel 2000.
Altre chiese sono l'ex chiesa di Santo Spirito e la chiesa di San Francesco, parte di un antico convento di cui si conserva il chiostro.
Alcuni antichi fontanili (la quattrocentesca fonte Cisterna la settecentesca fonte Luccio), sono situati a breve distanza dalle originarie porte di accesso al paese.
La frazione Scorrano è un altro piccolo borgo che si erge su un colle più alto del capoluogo: vi si trovano le chiese dei Santi Biagio e Nicola, oggetto di restauro, e di Santa Maria di Musano, che conserva una statua lignea della Madonna con Bambino risalente alla fine del Seicento.
- Chiesa madre di Santa Maria La Nova: si trova in centro al paese, attestata sin dal 1330, e più volte modificata. Nel 1424 venne completata la torre campanaria, mentre nel 1829 venivano apportati stravolgimenti architettonici a causa del crollo di parte della volta. La chiesa ha un'insolita pianta costituita da una navata principale con asse con l'ingresso, coperta da capriate lignee, e la navata laterale di destra, con le volte a crociera decorate, separata da un muro interrotto da ampie arcate a tutto sesto, con capitelli e colonnine cilindriche, unico elemento dell'antica chiesa trecentesca. Presso il capo altare si trova un magnifico tabernacolo ligneo del 1583, che rispecchia molti altri presenti nella provincia di Teramo, opera di maestranze marchigiane. Conserva anche un'altra pala d'altare dorata opera di Andrea De Litio del XV secolo, con in scena lo Sposalizio mistico di Santa Caterina Martire con Cristo crocifisso.

Particolare dello Sposalizio Mistico della Vergine, opera di De Litio, nella chiesa di Santa Maria La Nova

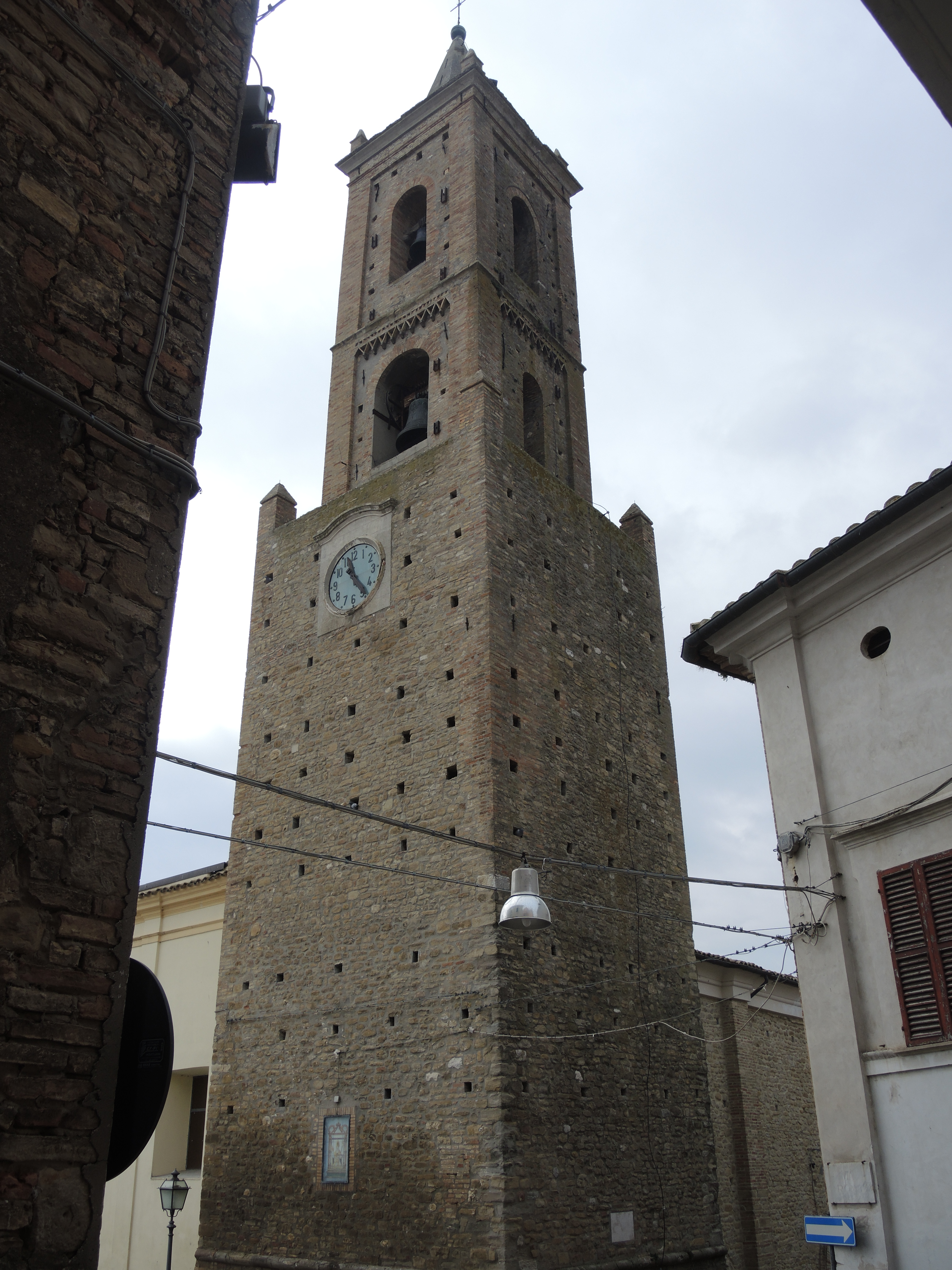
Torre campanaria di Santa Maria La Nova

La facciata a capanna è originale, e segue uno stile revival romanico, caratterizzata da portale ad arco a tutto sesto e dal rosone a raggiera, con il portale datato 1424, opera di Matteo Capro di Napoli, attivo anche ad Atri nella chiesa di Sant'Agostino. Il materiale è in pietra a vista, con lesene su cui poggia la cornice di chiusura, come un timpano privo della base orizzontale. Il portale di Matteo di Capua risente dei modelli aquilani del gotico internazionale e del tardo romanico: è a risalti multipli con colonnine incassate e decorazioni floreali antropomorfe, e archivolto a tutto sesto, caratterizzato dalla presenza di una cornice orizzontale continua, che lega l'abaco dei capitelli dei pilastri con l'architrave. Su due colonnine tortili laterali aggettanti, poggiano due statue da cui partono le linee oblique del timpano che culminano nella statua di Cristo Benedicente.
La torre campanaria faceva parte del sistema fortificato, e venne rifatta nei primi anni del XV secolo sotto gli Acquaviva, che chiamarono a Teramo e ad Atri il maestro Antonio da Lodi per erigere le torri del Duomo e della Basilica concattedrale. La torre di Cellino Attanasio in parte rispecchia i canoni tipici di queste torri: pianta quadrangolare con base a scarpa, decorazioni ad archetti pensili presso le facciate e gli archi della cella campanaria, cuspidi angolari varie e il grande tamburo centrale superiore, con la cuspide maggiore, tuttavia sembra proporre soltanto un'imitazione debole delle torri "sorelle" di Teramo, Atri, Corropoli, Ripaberarda, Penne, Città Sant'Angelo, e Chieti.

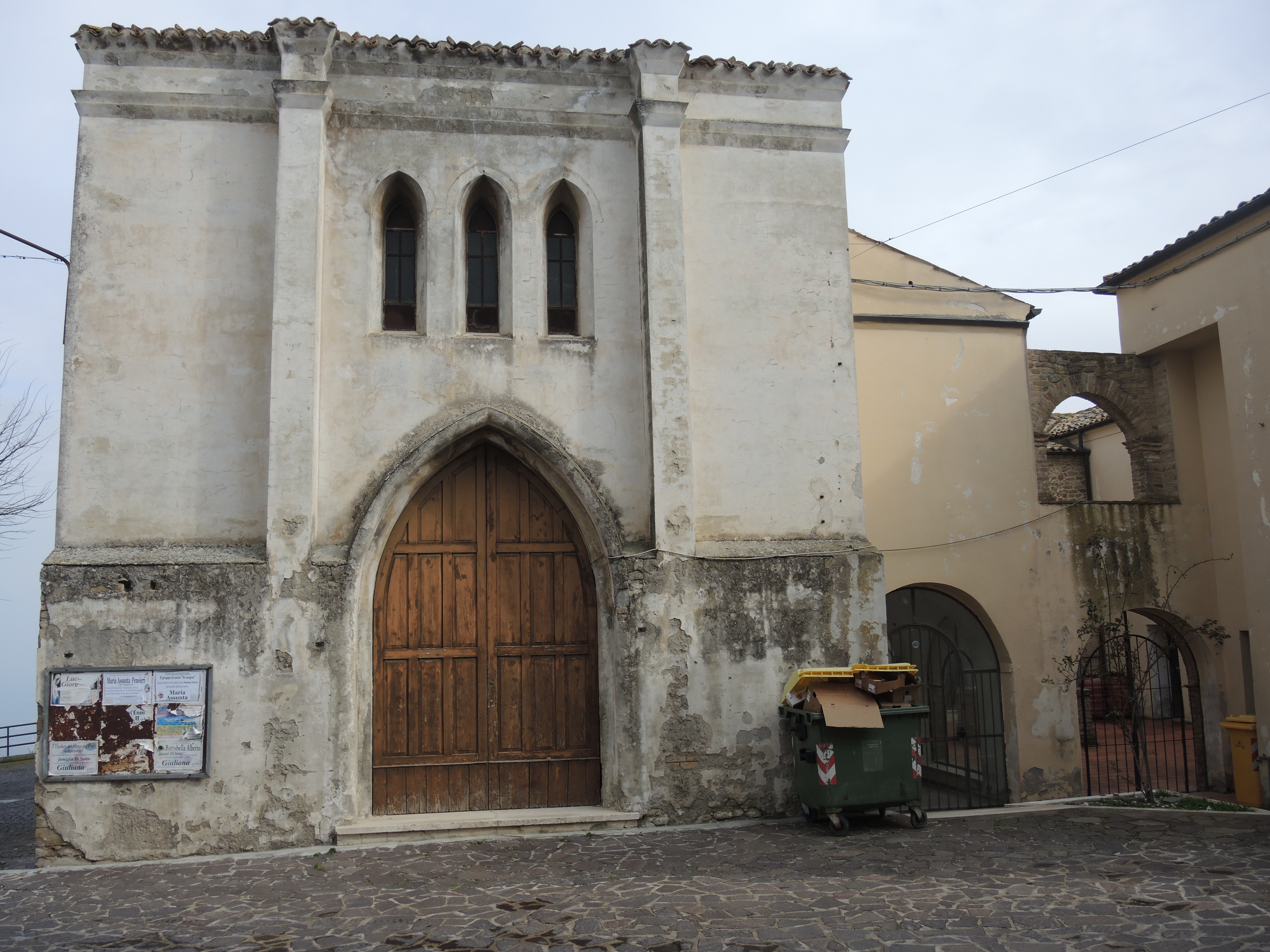
Chiesa di San Francesco

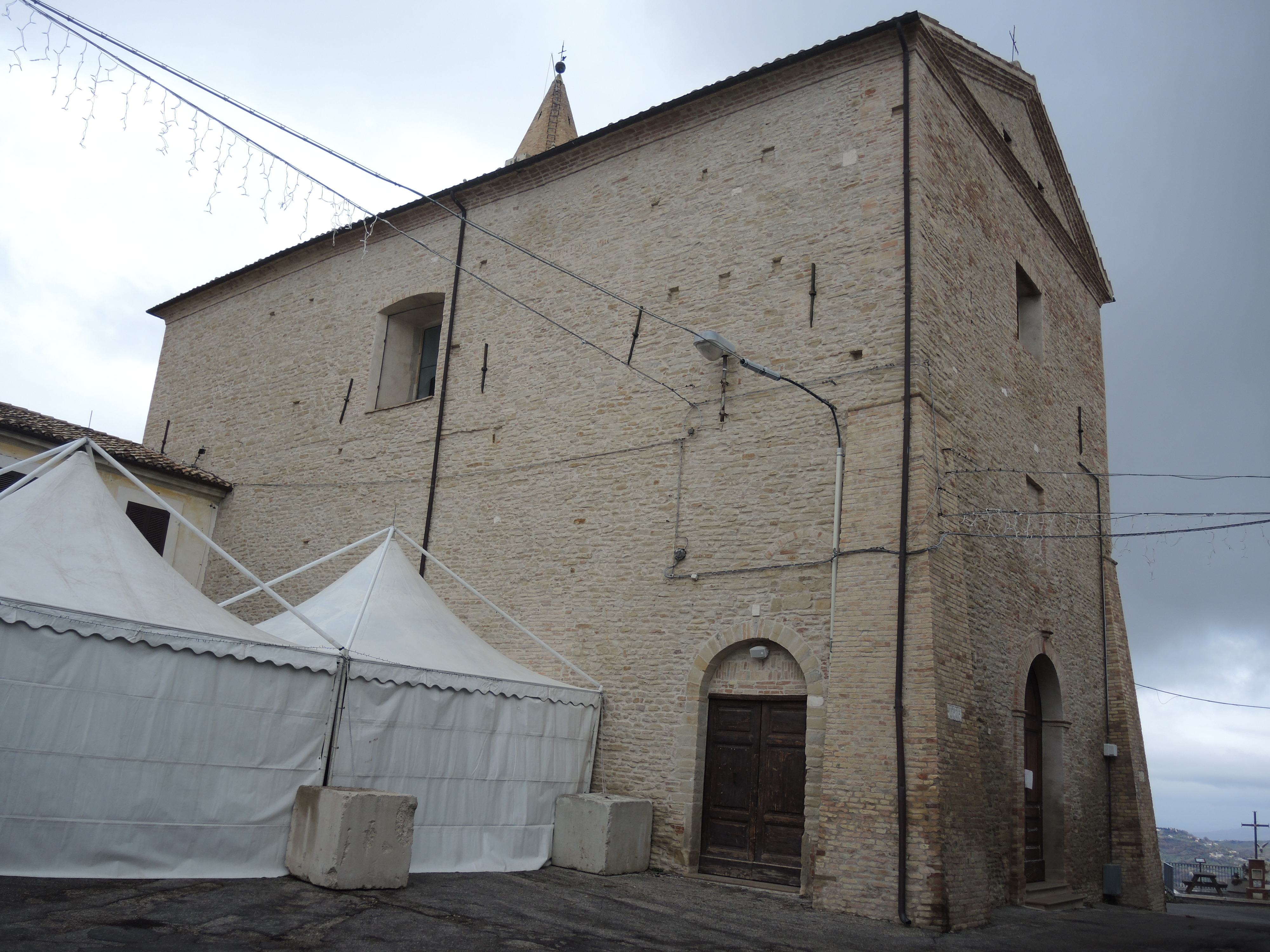
Chiesa di San Biagio e San Nicola

- Chiesa di San Francesco d'Assisi: è in Largo San Francesco, e fu costruita nel XIII secolo come convento dei Francescani sopra la chiesa di Sant'Antonio abate. Il monastero fu soppresso nel 1867 e venne adibito a caserma dei Carabinieri, pur mantenendo l'originale planimetria, come è possibile vedere dal chiostro interno porticato. Dei restauri ci furono nel 1849 e nel 1939, che ha conferito alla facciata una maldestra parvenza dell'antico stile gotico, come è possibile vedere dalla semplicità del portale ogivale e delle finestre superiori. La parete laterale e posteriore, in declivio sul colle, è sostenuta da robusti contrafforti, e si innalza su uno di questi il campanile a vela. L'interno è a navata unica, restaurato in maniera assai pesante, con intonaci e mattoni a vista in conci regolari, che scandiscono le nicchie laterale mediante paraste a capitello. L'abside è semicircolare, il soffitto è a capriate lignee. Sul lato sinistro si sviluppa il convento col chiostro.
- Ex chiesa di Santo Spirito: in via San Francesco, è stata edificata nel XVIII secolo, e oggi è sconsacrata, adibita a teatro civico. Di interesse la facciata settecentesca in mattoni a vista con decorazioni in terracotta, ripetute nella trabeazione e al di sopra del portale, che è ad arco a tutto sesto dentro una cornice a motivi classici. Il finestrone in asse ha il tipico timpano spezzato, la copertura è a capanna, sui lati si aprono delle finestre a sesto acuto, segno che la chiesa doveva avere origini più antiche.
- Chiesa di San Biagio e San Nicola: in contrada Scorrano, esisteva solo la chiesa di San Biagio, che accorpò negli anni '50 del Novecento anche quella di San Nicola, la cui chiesa era in rovina. La chiesa risale al 1513 circa, ricostruita in parte agli inizi del XX secolo, si presenta con la copertura a capanna, con possenti contrafforti laterali: sulla faccia si apre il portale semplice ad arco a tutto sesto incorniciato in laterizio, e più in alto in asse un finestrone rettangolare. I contrafforti mostrano decorazioni a rilievi: cornici decorate a intreccio, che risalirebbero al XII secolo. Alla parete posteriore si appoggia il campanile a torre che termina a cuspide conica. L'interno ha navata unica, risale al XVIII secolo, e conserva di interesse una tela della Madonna del Rosario, attribuita a Vincenzo Tudini. S un muro si trova una placca del 1607 con la Croce delle Indulgenza, concessa da papa Leone XIII nel 1901.
- Palazzo Marcellusi: in via Rubini e in via San Francesco, è un'interessante struttura nobiliare del XVII-XVIII secolo, con il portale monumentale a cornice in conci di bugnato. L'interno ha la sala grande affrescata, ed è stato adibito ad albergo. Vi nacque Vincenzo Marcellusi (1886-1962), poeta crepuscolare.

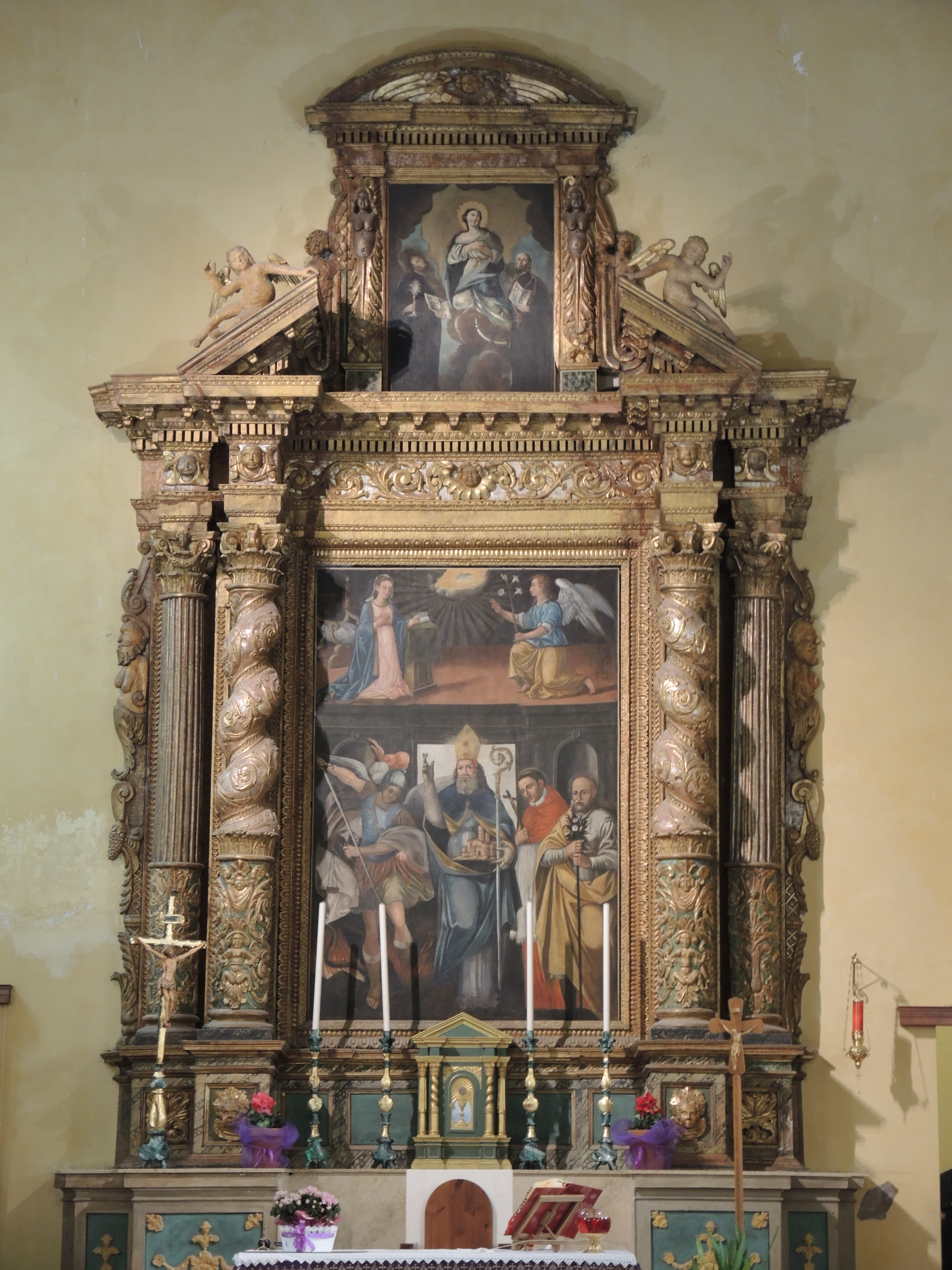
Tabernacolo del capo altare di Santa Maria La Nova

- Mura fortificate e torrione: la cinta muraria, situata in via Duca degli Abruzzi, appartiene alla presenza degli Acquaviva nel XV secolo: Antonio Acquaviva ebbe il feudo nel 1463 e iniziò i lavori, conclusi nel 1480 da Andrea Matteo III Acquaviva. Si conserva di interessante una massiccia torre cilindrica, avente lo stile tipico delle fortificazioni marchigiane, con la merlatura superiore alla ghibellina maniera. Un'altra torre era appunto quella di Santa Maria La Nova, inglobata nel tessuto urbano, un'altra stava nell'abside della chiesa di San Francesco, successivamente incorporata. La torre della tratta fortificata non possiede base a scarpa, ed è provvista di buche pontaie per i balestrieri. Un secondo torrione è in parte rovinato, con paramento a mattoni e beccatelli. In cima a questa cinta, nei pressi della chiesa di San Francesco, si ergeva la casa-fortezza della famiglia feudataria, ma oggi esso è scomparso, oppure radicalmente trasformato e fusosi con le case del centro storico.

## Società

### Evoluzione demografica
Abitanti censiti

### Tradizioni e folclore

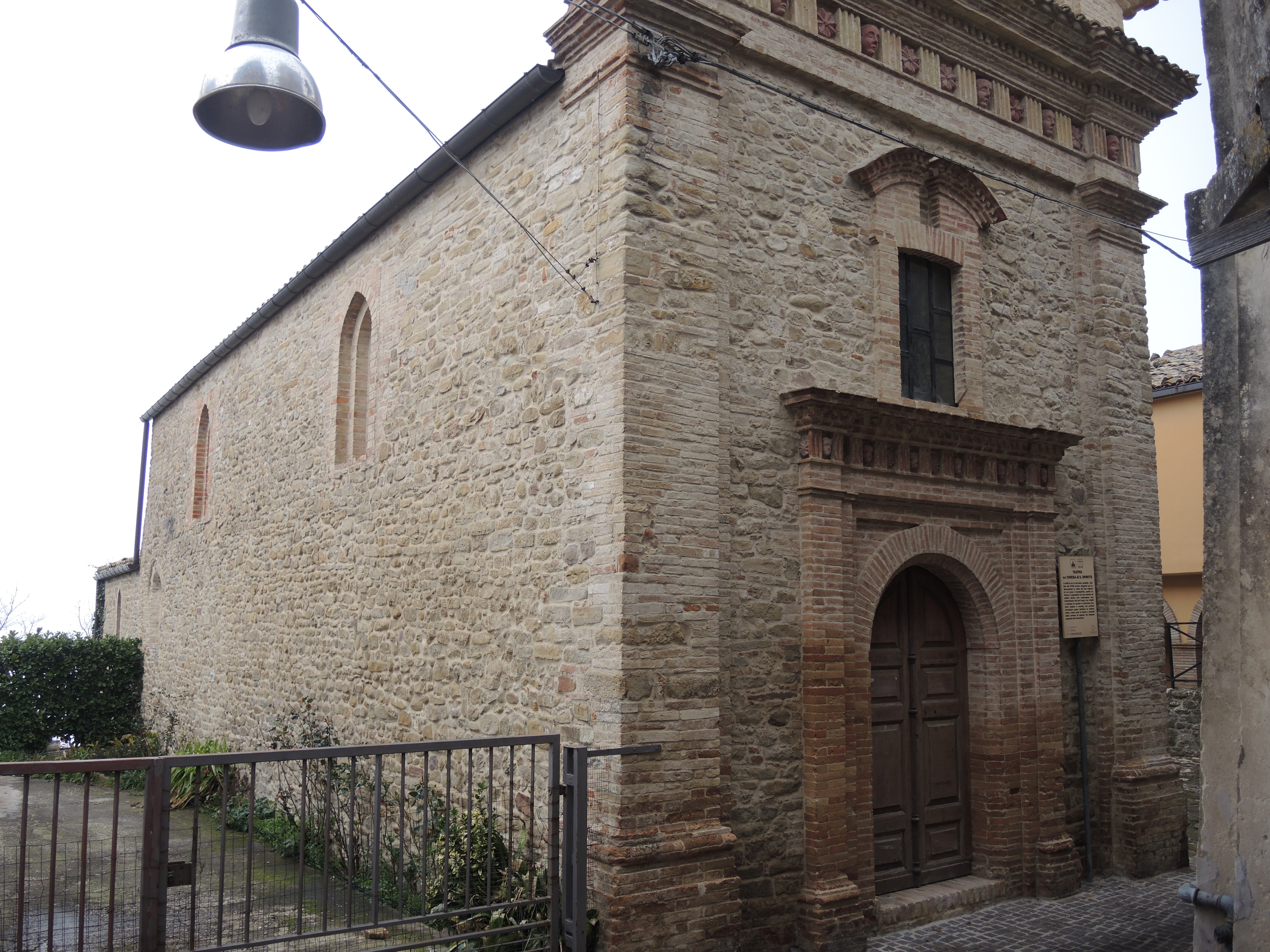
Teatro ex-chiesa di Santo Spirito

- Lu Giuviddì Sande rassegna folkloristica.

## Amministrazione

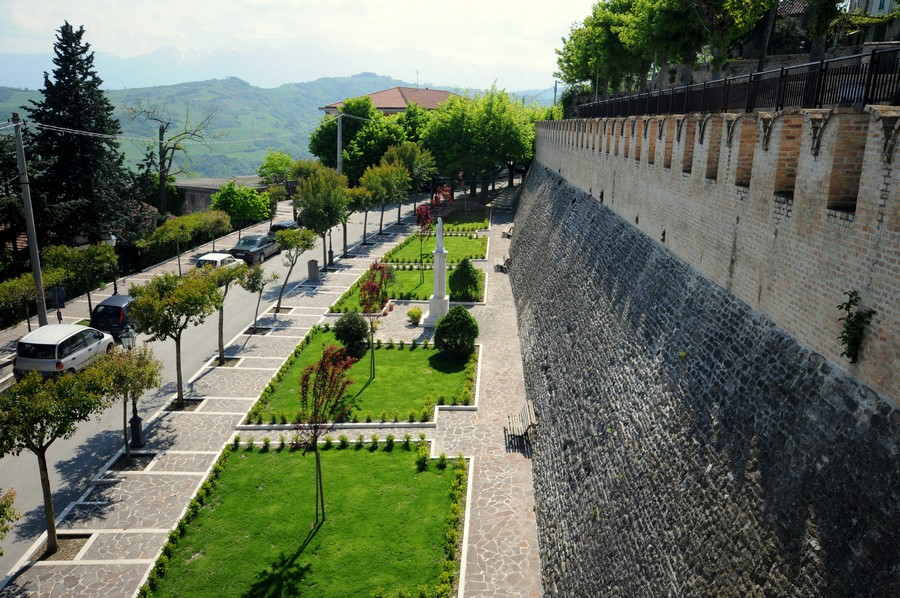
Giardino della cinta muraria

| Periodo        | Periodo        | Primo cittadino     | Partito                       | Carica  | Note        |
| -------------- | -------------- | ------------------- | ----------------------------- | ------- | ----------- |
| 23 aprile 1995 | 13 giugno 1999 | Luigi Trigliozzi    | Lista civica                  | Sindaco | [ 7 ]       |
| 14 giugno 1999 | 7 giugno 2009  | Angelo Contrisciani | Lista civica di centro-destra | Sindaco | [ 8 ] [ 9 ] |
| 8 giugno 2009  | 25 maggio 2014 | Gaetano Zaini       | Lista civica Per Cellino      | Sindaco | [ 10 ]      |
| 26 maggio 2014 | in carica      | Giuseppe Del Papa   | Lista civica Idee in comune   | Sindaco | [ 1 ]       |